# Zell am See
Zell am See – miasto powiatowe w Austrii, w kraju związkowym Salzburg, siedziba powiatu Zell am See. Leży nad jeziorem Zeller See, które bierze swoją nazwę od miasta. Zell am See zamieszkują 9759 osoby (1 stycznia 2017). Po Saalfelden am Steinernen Meer jest drugim co do wielkości miastem powiatu.
Leży około 60 km na południowy zachód od Salzburga, ok. 100 km na wschód od Innsbrucka i ok. 30 km na północ od najwyższego szczytu Austrii – Großglockner, który osiąga 3798 m n.p.m. Miasto otoczone jest przez Alpy Kitzbühelskie na zachodzie, Alpy Salzburskie na północnym wschodzie oraz Wysokie Taury na południu.
Ważny ośrodek sportów zimowych. Rozgrywano tu zawody w ramach Pucharu Świata w narciarstwie alpejskim oraz Pucharu Świata w snowboardzie.
Kilka kilometrów na południowy wschód od Zell am See znajduje się zamek Fischhorn, w którym w 1945 roku Bohdan Urbanowicz odkrył kilkanaście tysięcy dzieł sztuki zrabowanych przez Niemców z Polski podczas II wojny światowej.

## Sport
- EK Zell am See – klub hokeja na lodzie

## Osoby
urodzone w Zell am See
- Harald Ertl, kierowca Formuły 1
- Felix Gottwald, narciarz, specjalista kombinacji norweskiej, mistrz świata i trzykrotny mistrz olimpijski
- Hans-Peter Steinacher, żeglarz, dwukrotny mistrz olimpijski w klasie Tornado

związane z miastem
- Simon Eder, biathlonista, wicemistrz świata oraz wicemistrz olimpijski

## Współpraca
Miejscowość partnerska:
- Vellmar, Niemcy

## Galeria

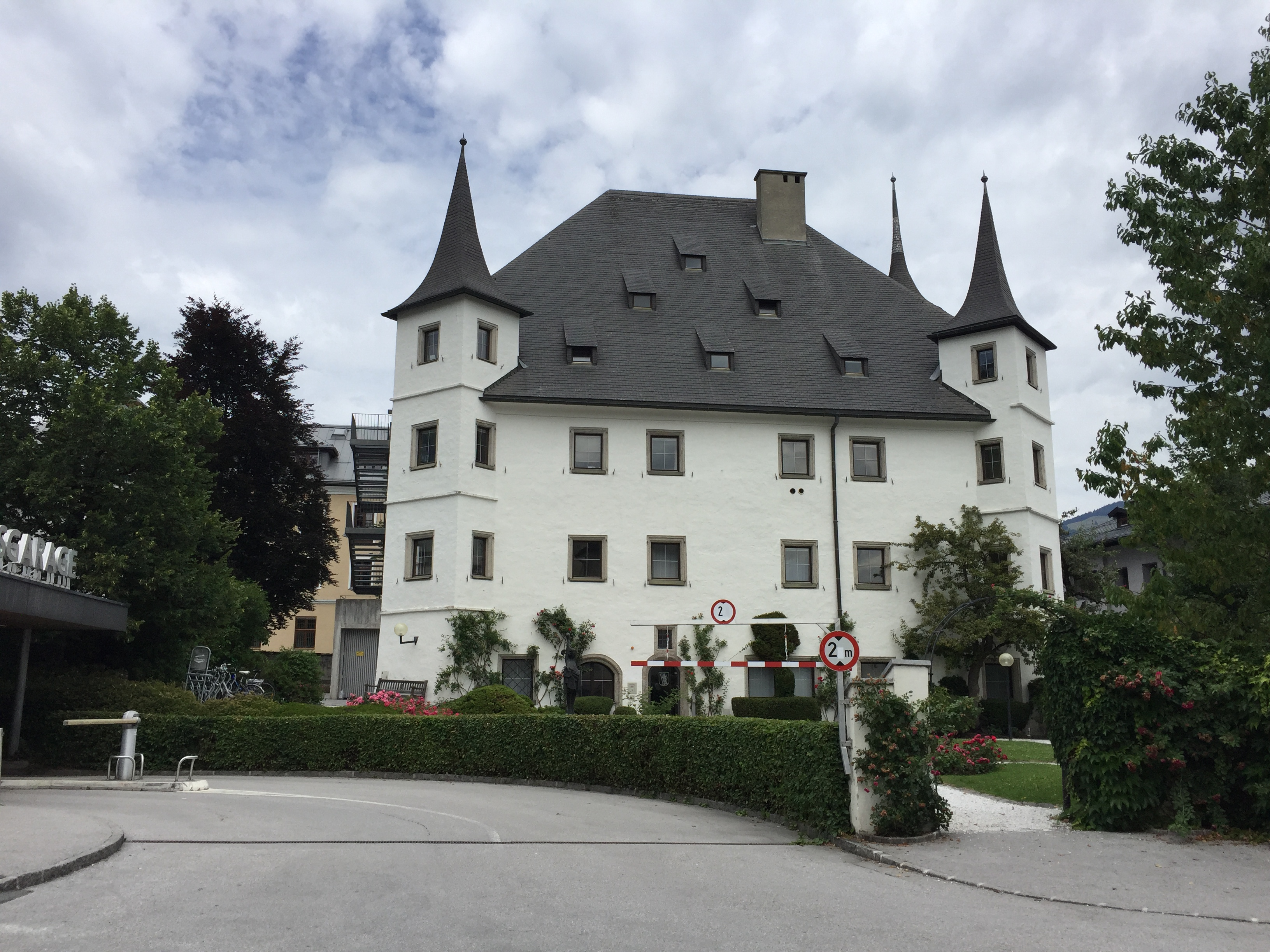
Zamek Rosenberg, obecnie ratusz
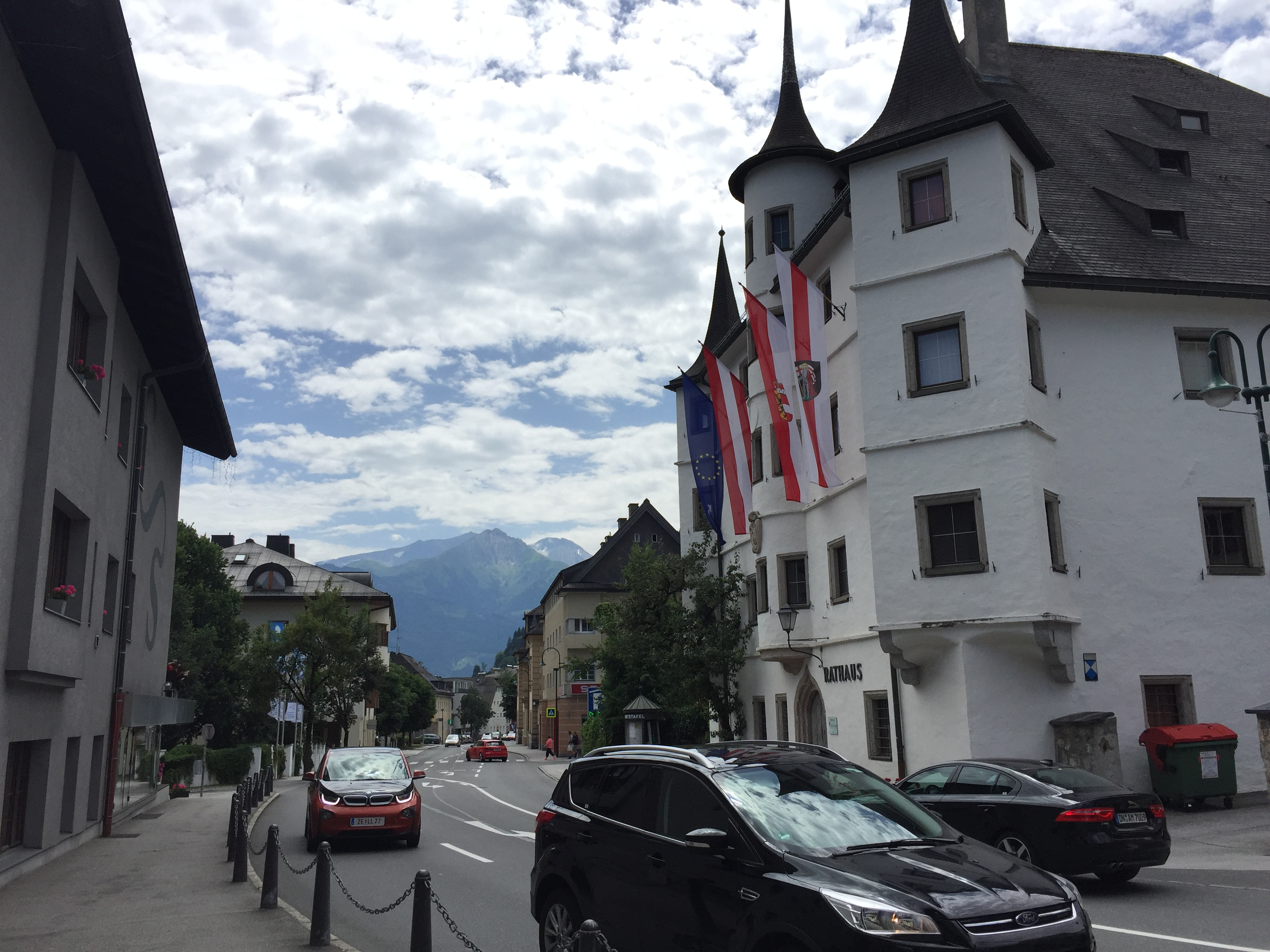
Ratusz od strony frontowej
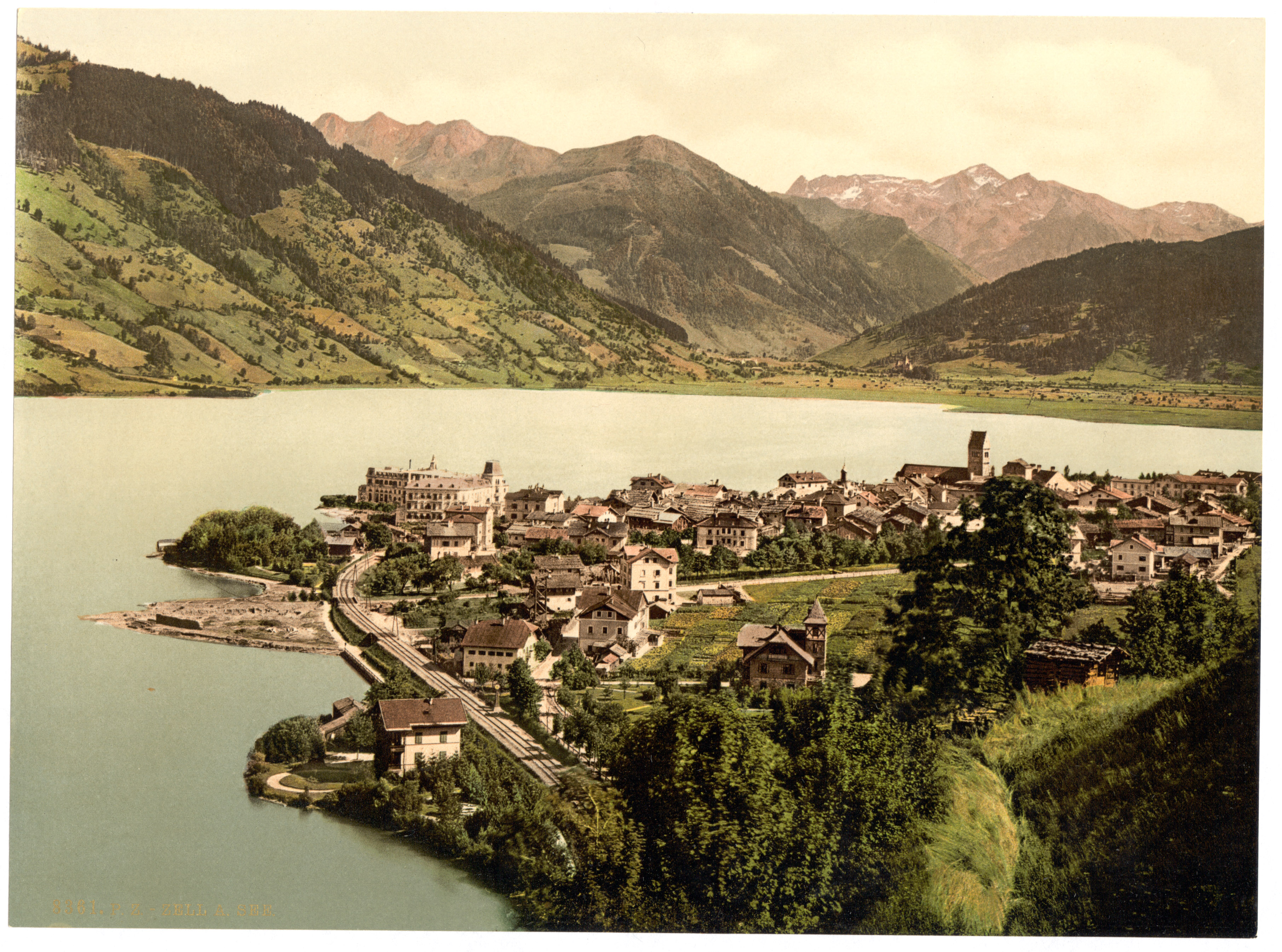
Zell am See w 1900
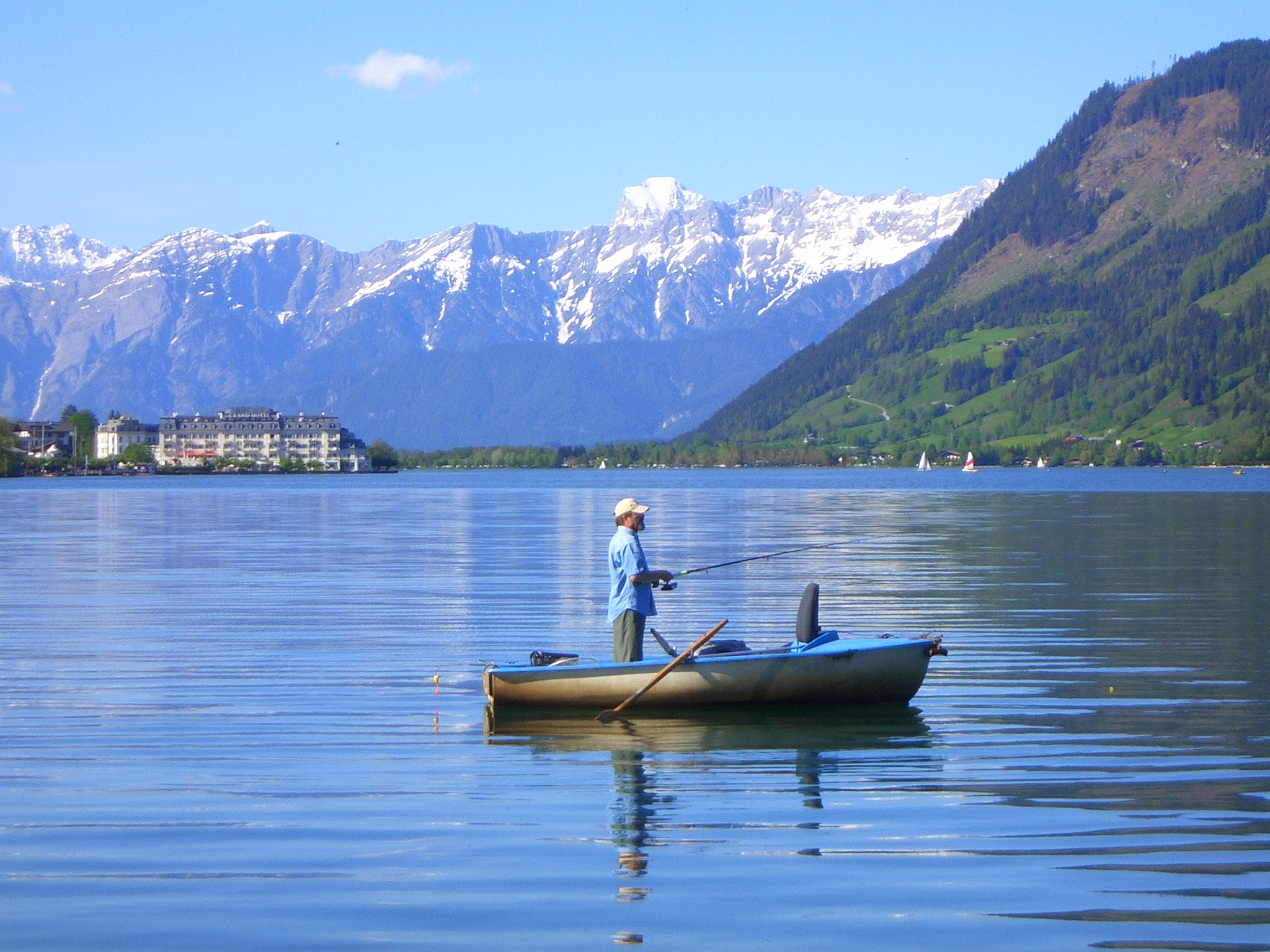
Jezioro Zeller See
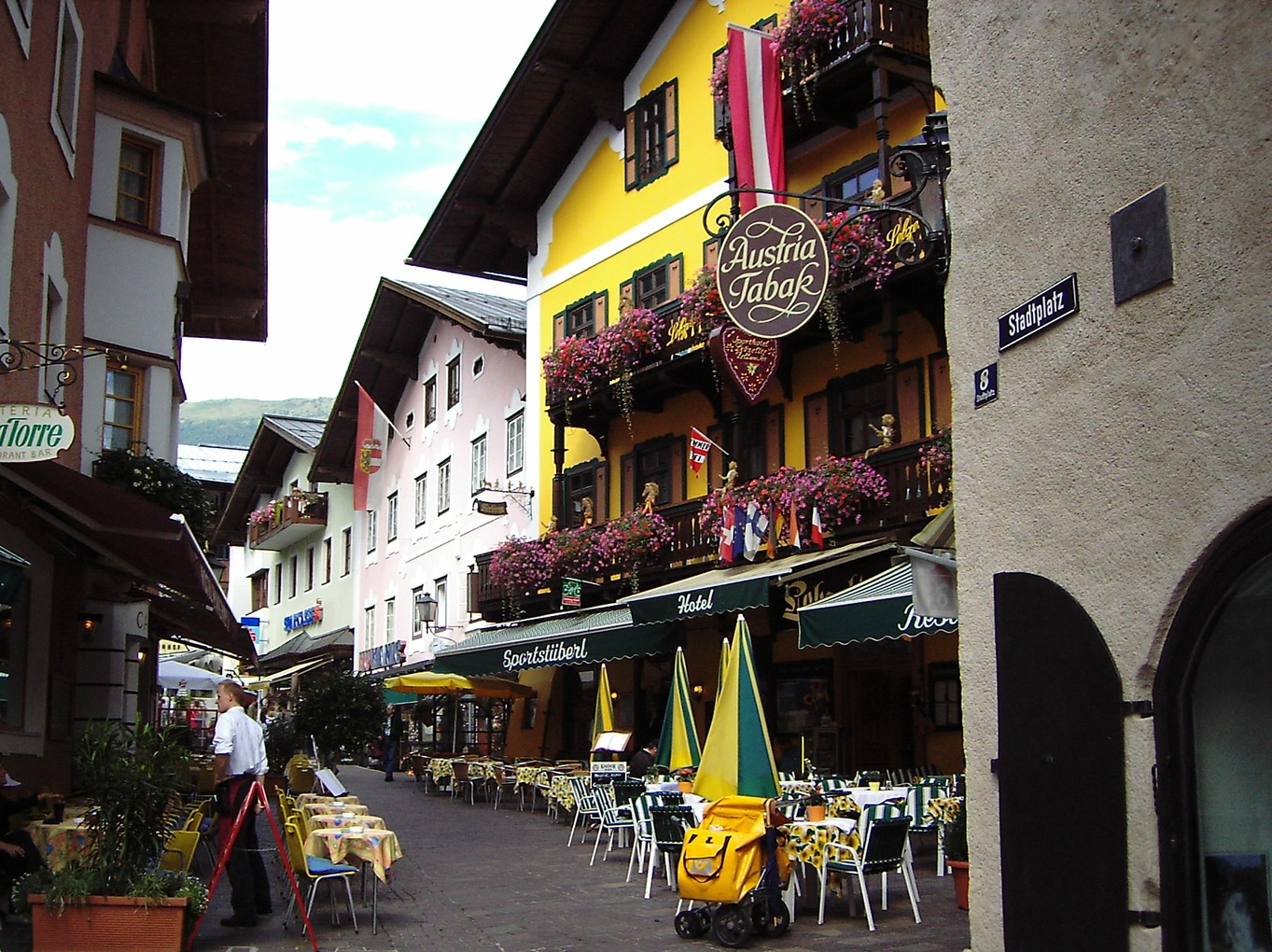
Ulica Dreifaltigkeitsgasse
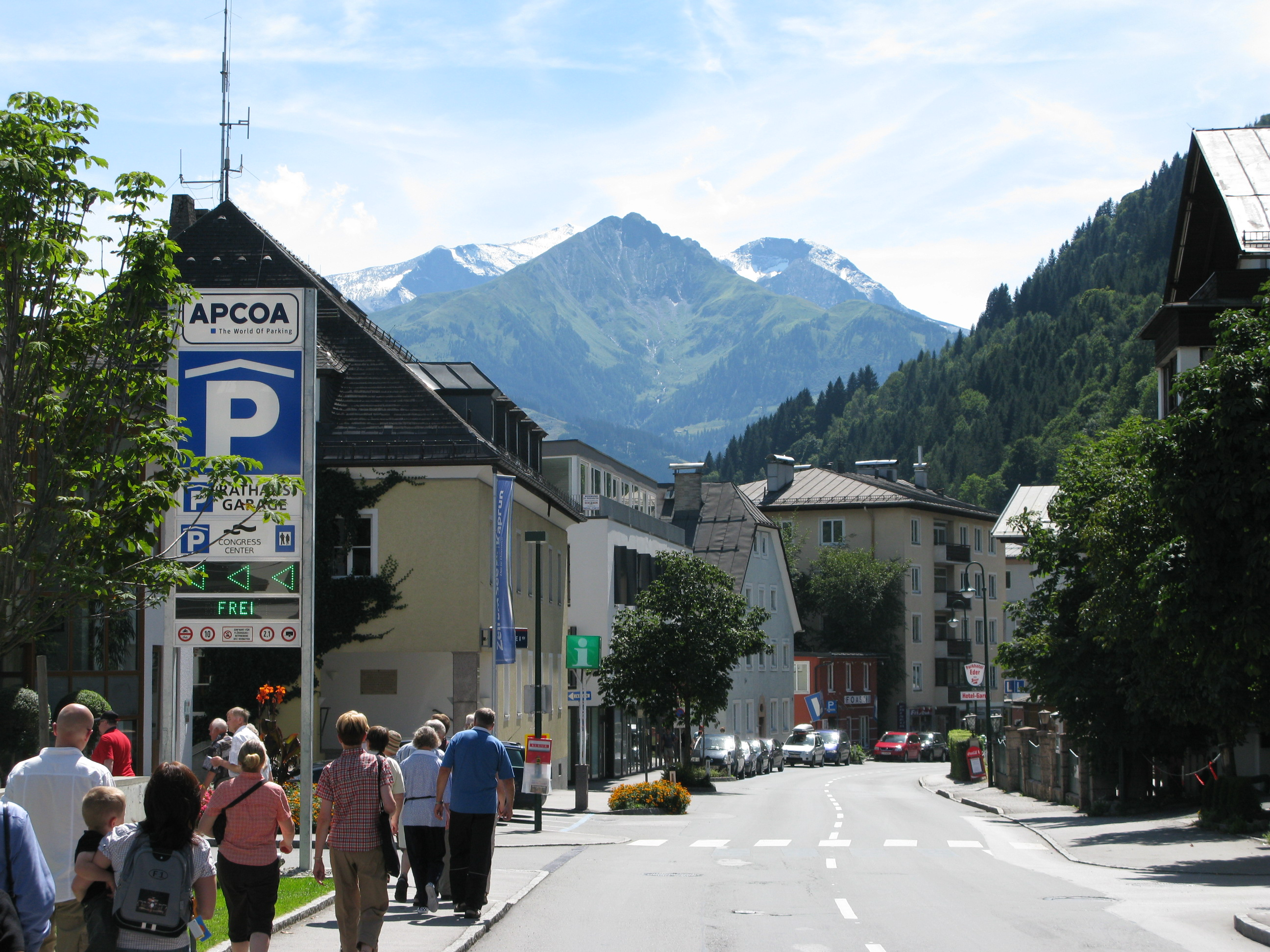
Zell am See
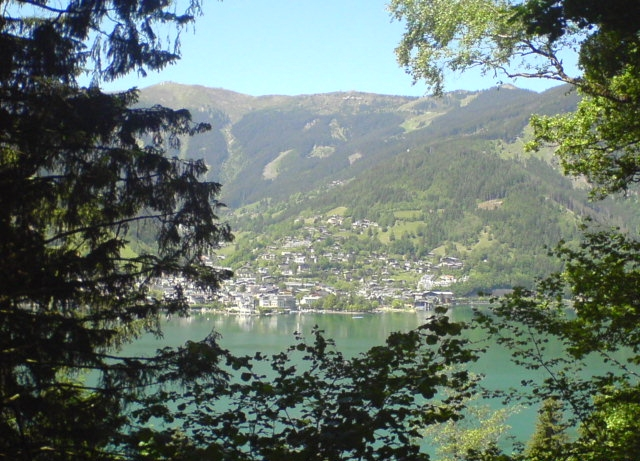
Zell am See i Schmittenhöhe
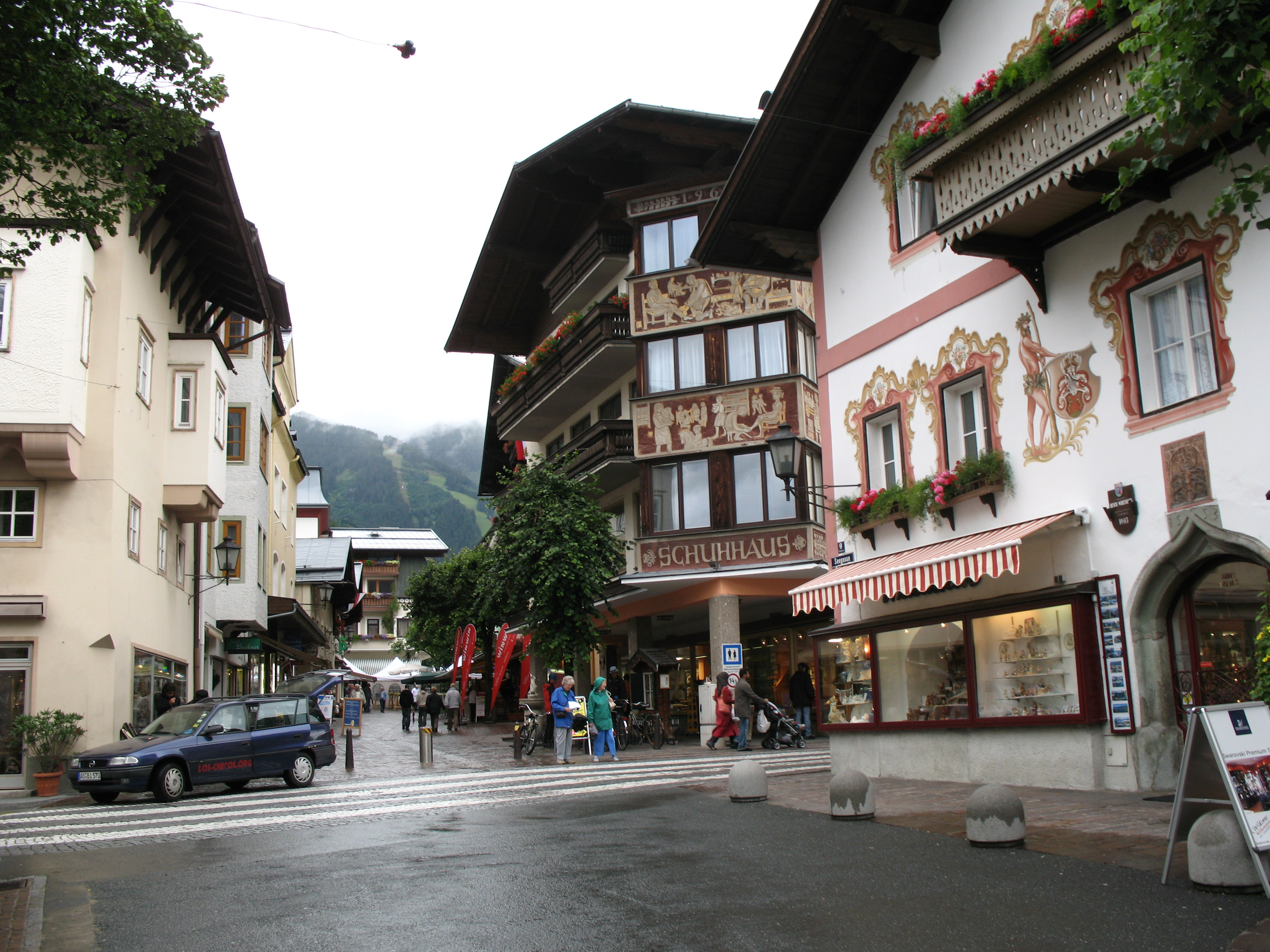
Zell am See
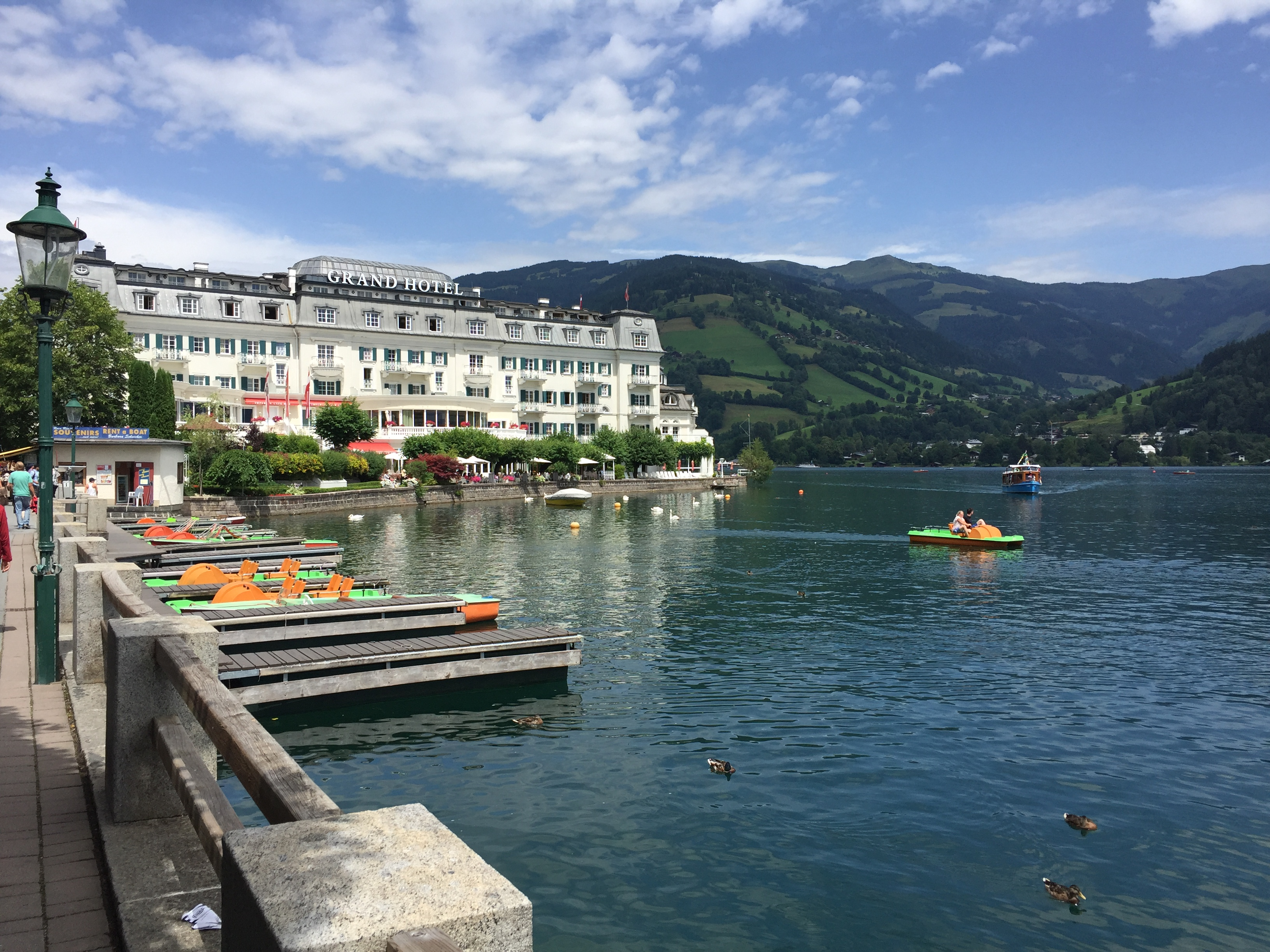
Grand Hotel w Zell am See położony nad jeziorem Zeller See
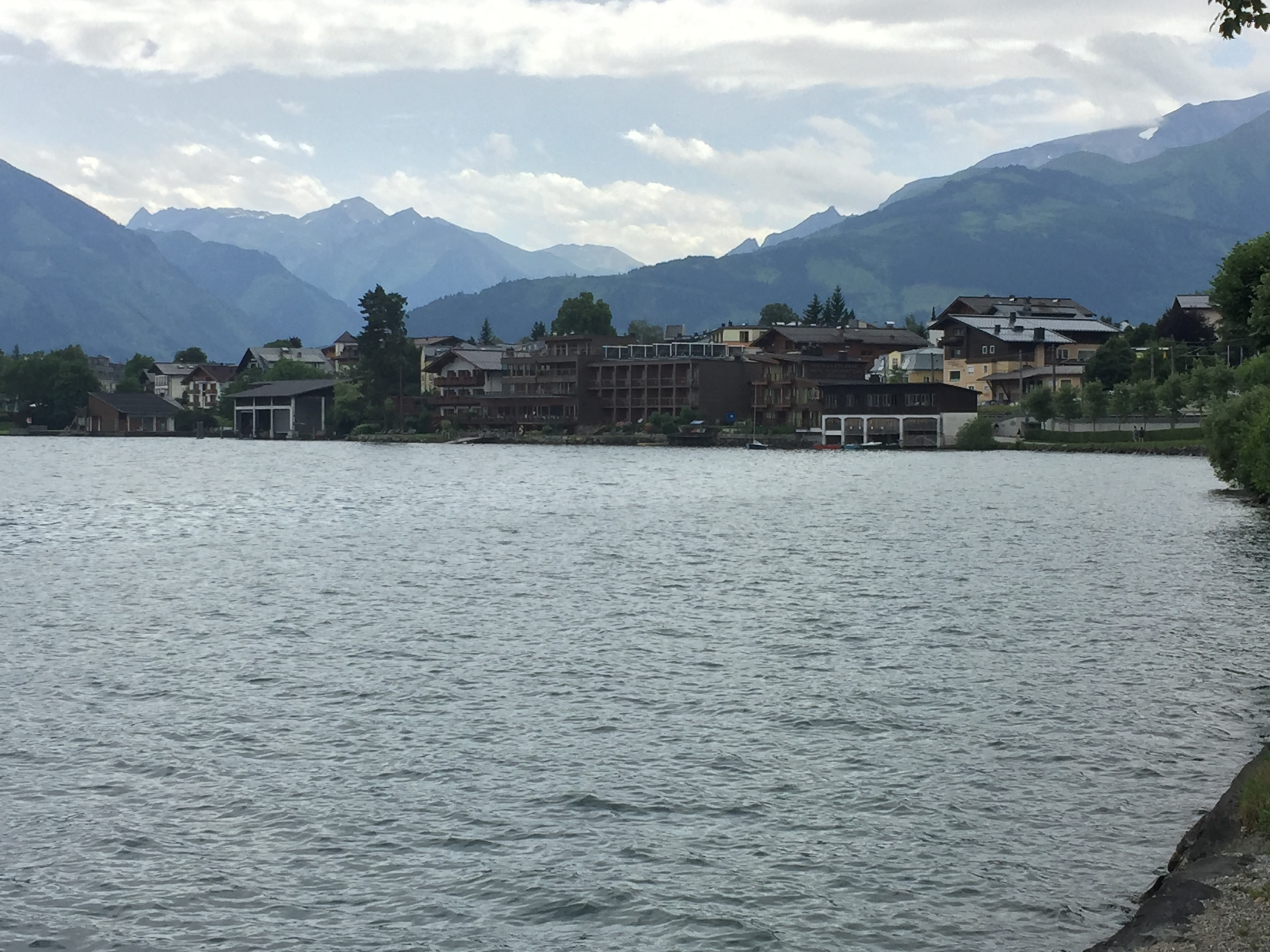
Widok na Zell am See z biegnącej wzdłuż brzegu jeziora ścieżki pieszo-rowerowej z Zell am See do Maishofen